# Mini (земноводні)
Mini — рід жаб родини карликових райок (Microhylidae). Описаний у 2019 році.

## Поширення
Ендеміки Мадагаскару.

## Опис
Тіло завдовжки 8-15 мм.

## Види
- Mini mum Scherz et al., 2019
- Mini scule Scherz et al., 2019
- Mini ature Scherz et al., 2019